# Doctor Botrell
Doctor Botrell é um distrito do Paraguai, localizado no departamento de Guairá.

## Transporte
O município de Doctor Botrell é servido pelas seguintes rodovias:
- Caminho em terra ligando a cidade ao município de Capitán Mauricio José Troche
- Caminho em terra ligando a cidade ao município de Natalicio Talavera[1][2][3]